# Sismo de Messina de 1908
O terremoto de Messina de 1908 (citado na literatura científica como um terremoto no sul da Calábria-Messina ou também como um terremoto Calabro-Sicília) é considerado um dos mais catastróficos terremotos acontecimentos do século XX. O terremoto, com magnitude de 7,1 Mw, ocorreu às 5h20min27 (hora local) de 28 de dezembro de 1908 e danificou seriamente as cidades de Messina e Reggio Calabria em 37 segundos. Metade da população da cidade siciliana e um terço da cidade calabresa perderam suas vidas, entre 75 000 e 82 000 pessoas.
É o desastre natural mais grave da Europa em número de vítimas, na memória viva, e o maior desastre natural que já atingiu o território italiano em tempos históricos.

## Galeria de imagens

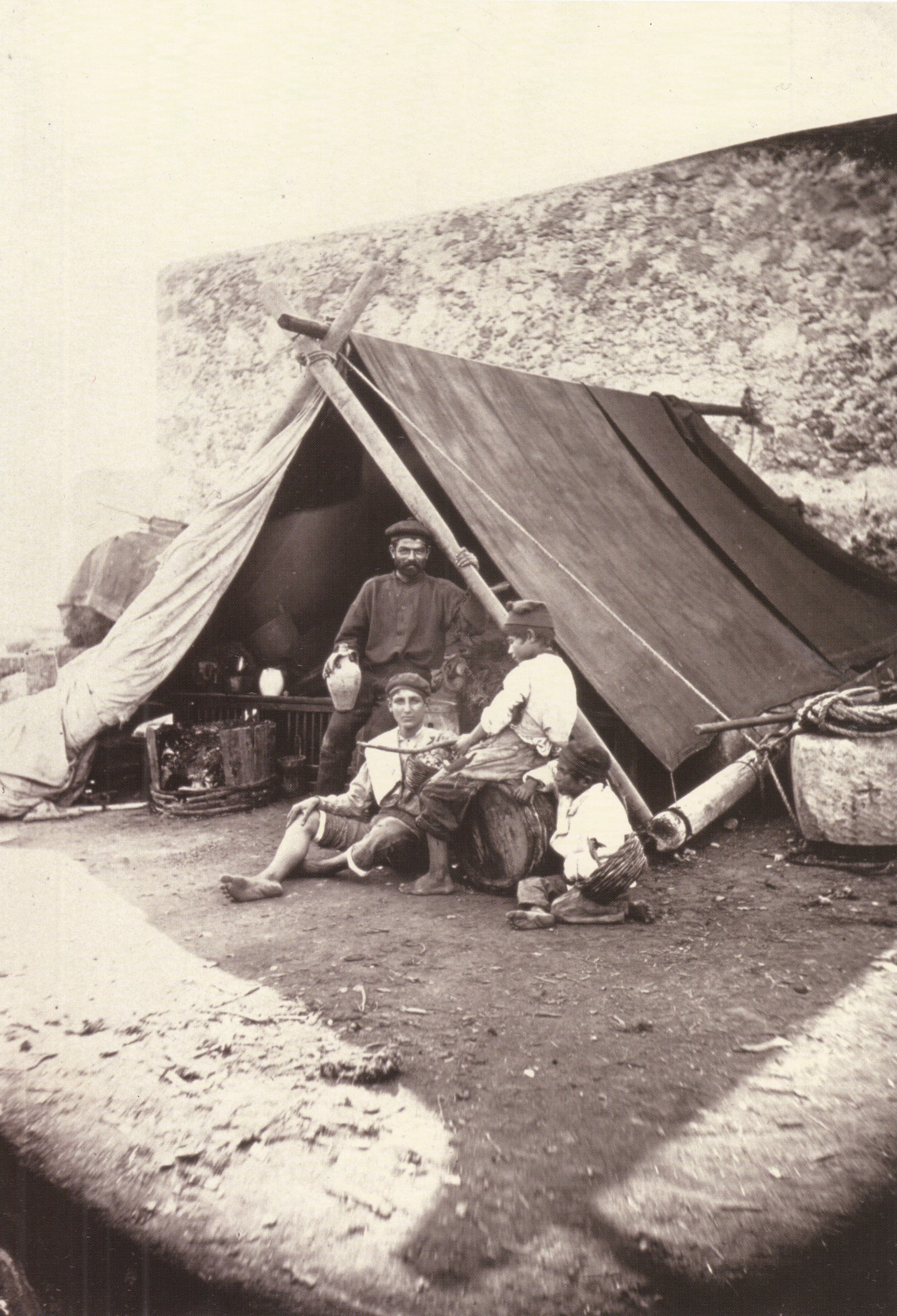
Messina, Sobreviventes em uma barraca improvisada.
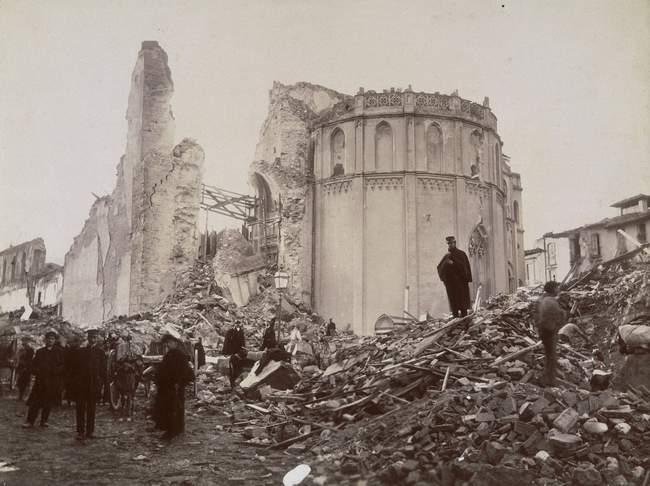
Messina, Panorama da cidade reduzido a montes de escombros
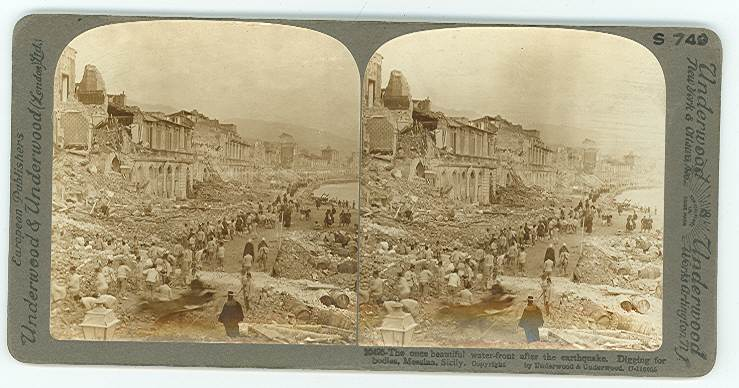
Messina, O lado do mar. Nós cavamos para os corpos.
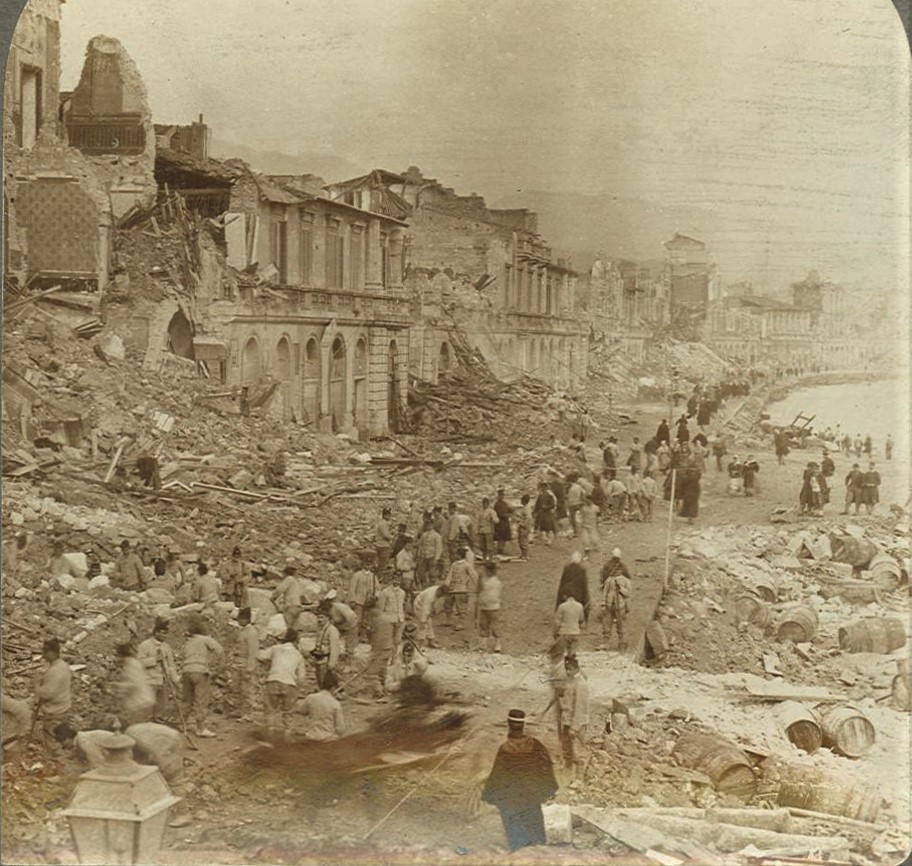
Messina, Messina após o terremoto.
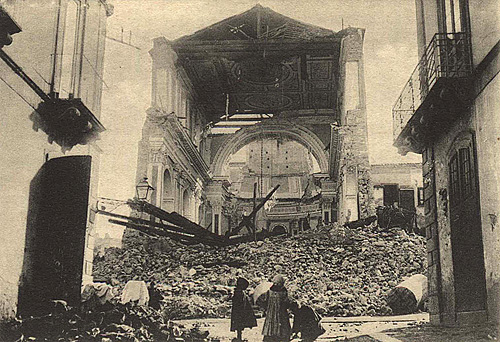
Reggio Calabria, Restos da igreja do Rosário
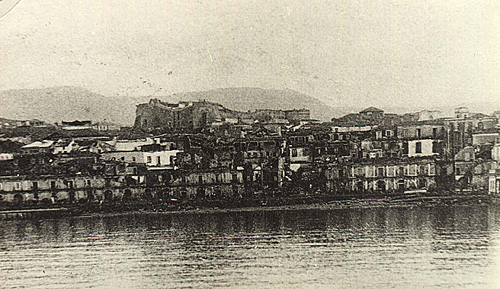
Reggio Calabria, Vista das ruínas da cidade completamente arrasadas
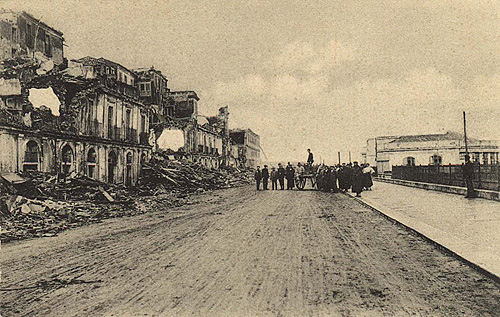
Reggio Calabria, Restos do Real Palazzina e da Fontana Nuova à beira -mar
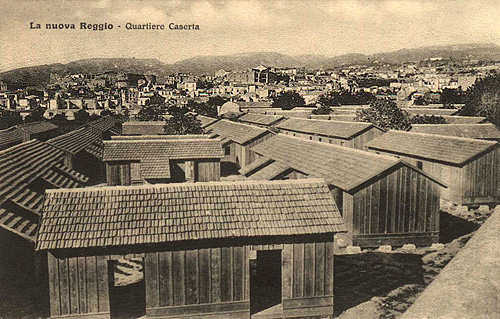
Reggio Calabria, Quartel no distrito de Caserta
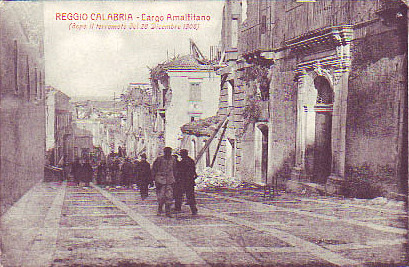
Reggio Calabria, Ruínas perto do Largo Amalfitano
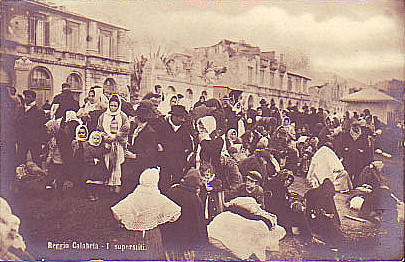
Reggio Calabria, Alguns sobreviventes
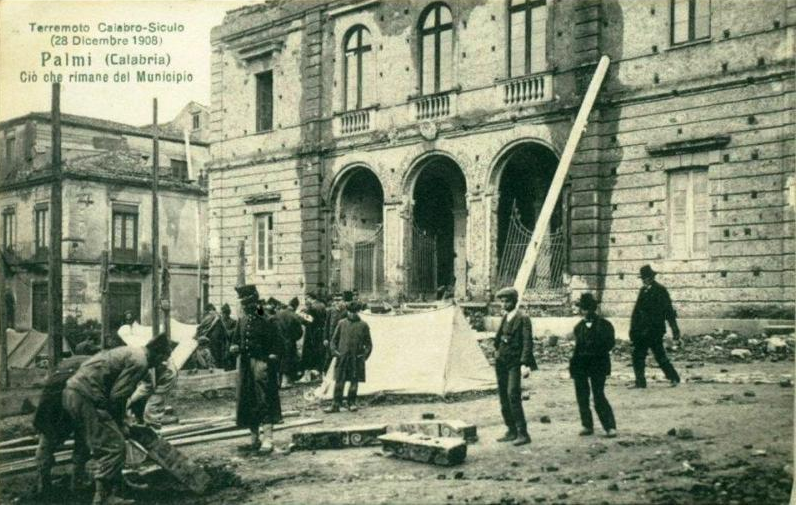
Palmi, A antiga prefeitura após o terremoto
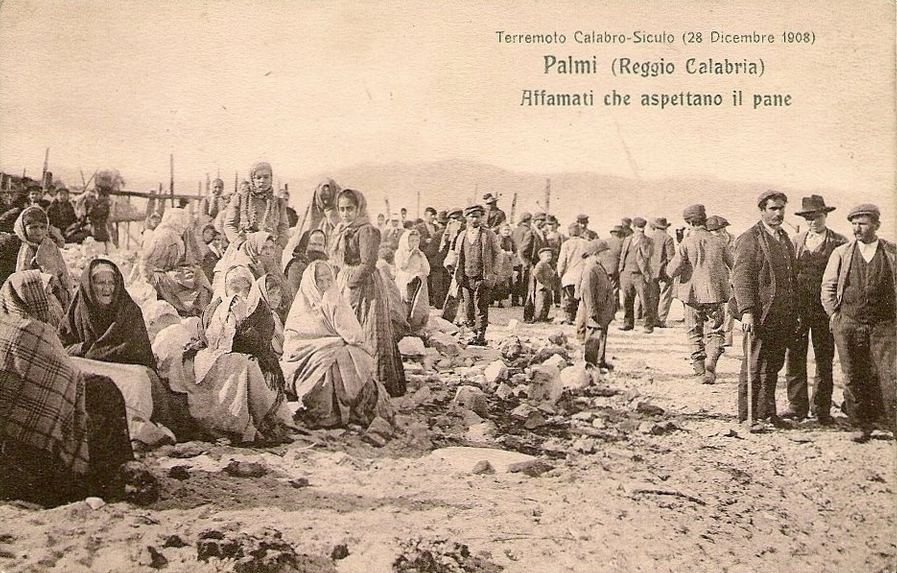
Palmi, Pessoas com fome esperando pão após o terremoto
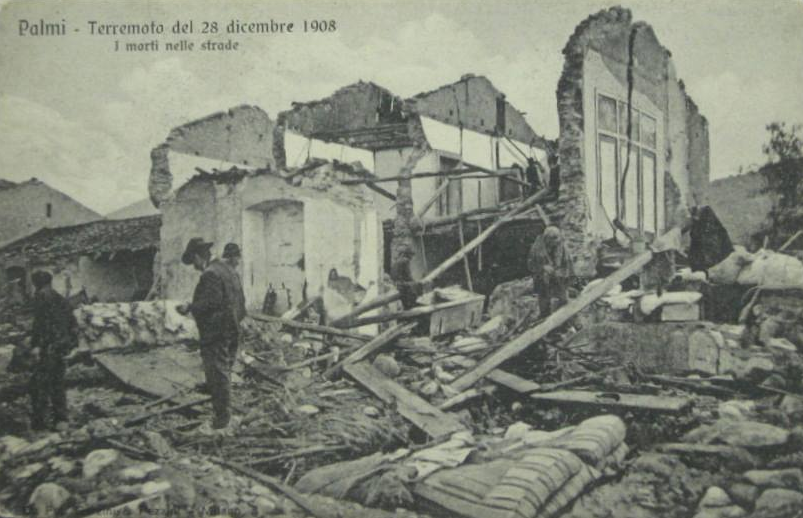
Palmi, Postal intitulado "os mortos nas ruas"
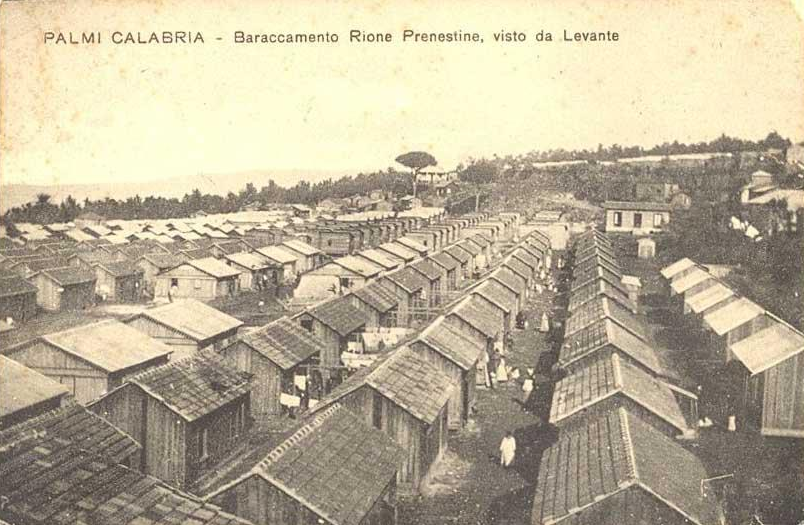
Palmi, Quartel pós-terremoto, o "distrito de Prenestini"